# آندریاس فرانتس
آندریاس فرانتس (انگلیسی: Andreas Franz; ۲۷ ژوئن ۱۸۹۷ – ۲ مهٔ ۱۹۷۰) بازیکن فوتبال اهل آلمان بود.
از باشگاه‌هایی که در آن بازی کرده‌است می‌توان به باشگاه فوتبال گروتر فورث اشاره کرد.
وی همچنین در تیم ملی فوتبال آلمان بازی کرده‌است.